# Gephyroctenus juruti
Gephyroctenus juruti is een spinnensoort in de taxonomische indeling van de kamspinnen (Ctenidae).
Het dier behoort tot het geslacht Gephyroctenus. De wetenschappelijke naam van de soort werd voor het eerst geldig gepubliceerd in 2008 door Polotow & Antonio D. Brescovit.